# Schefflera hirsuta
Schefflera hirsuta är en araliaväxtart som beskrevs av Philipson. Schefflera hirsuta ingår i släktet Schefflera och familjen araliaväxter.
Artens utbredningsområde är Papua Nya Guinea. Inga underarter finns listade.